# Gerhard Priesemann

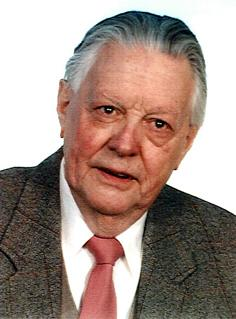
Gerhard Priesemann

Gerhard Priesemann (* 27. August 1925 in Hannover; † 15. Februar 2011 in Bordesholm) war ein deutscher  Sprachwissenschaftler, Literaturwissenschaftler, Pädagoge und Dichter.

## Biografie
Priesemann wurde 1925 in Hannover als Sohn des Diakons Robert Priesemann (1893–1957) und Elisabeth Priesemann geboren. Sein Großvater mütterlicherseits war Johannes Evers (+1945), Pfarrer an der Jakobi-Kirche in Lübeck.
Er machte 1943 Notabitur und war ab dem 1. Januar 1944 in der Ausbildung zum Marineoffizier in Flensburg-Mürwik. Bei Kriegsende war er Fähnrich zur See. Priesemann studierte Philosophie, Altphilologie und Germanistik und wurde 1950 mit einer Arbeit über Pindar bei Kurt Latte promoviert.
Seit 1953 war er Assessor am Amandus-Abendroth-Gymnasium in Cuxhaven. 1960 war er Studienrat in Lübeck (Ernestinenschule), ab 1964 dann am Max-Planck-Gymnasium in Göttingen.
Ab 1967 lehrte er bis 1972 an der Technischen Universität Berlin und von 1972 bis 2000 an der Christian-Albrechts-Universität zu Kiel, an der er zwischen 1984 und 1987 auch Vizepräsident und Prorektor war.
In seiner Lehrtätigkeit und seinen Veröffentlichungen beschäftigte er sich mit dem altsprachlichen Unterricht, der Unterrichtsforschung, Schultheorie und Mediendidaktik. Außerdem veröffentlichte er eine zweiteilige Autobiografie und mehrere Gedichtbände.

## Privates
Ehefrau Christa Priesemann (* 1927, geb. Wiechmann), gemeinsam hatten sie vier Kinder:
- Renate (* 1952)
- Gundula (* 1954)
- Johannes (* 1958)
- Christina (* 1964).[1]

## Bibliografie (Auswahl)
- Akmazo oder mein halbes Jahrhundert: Lebenserinnerungen eines Bürgers, 1925 bis 1975. Kovac, Hamburg 1998, ISBN 3-86064-764-4.
- Signaturen des Inneren – mein Weg durch die Zeit (Der Lebenserinnerungen zweiter Teil). Selbstverlag, Kiel 2002.
- Sprache, Handlung und Verantwortung. Mende, Kiel 1990, ISBN 3-925053-13-1.
- Zur Theorie der Unterrichtssprache. Schwann, Düsseldorf 1971.
- Die Höhere Schule – von innen gesehen. Vandenhoeck & Ruprecht, Göttingen 1964.
- Grundfragen und Grundlagen des altsprachlichen Unterrichts. Vandenhoeck & Ruprecht, Göttingen 1962.
- Im Schneefall der Zeit – ein Wiedererkennen von Fernher. Gedenkende Strophen. Diotima Verlag, 2014; ISBN 978-3-945315-04-0
- Der Verse zeitlicher Widerhall. Diotima Verlag, 2014; ISBN 978-3-945315-05-7
- Confessio Liberalis – Ein Triptychon. Diotima Verlag, 2014; ISBN 978-3-945315-06-4
- Artikel „Bild“, „Gattungen/Stil“, „Gemeinsprache/Literatursprache“, „Stoff/Form“ in: Das Fischer Lexikon Literatur II. Hrsg. von Prof. Dr. Wolf-Hartmut Friedrich und Prof. Dr. Walther Killy. Frankfurt am Main: Fischer Bücherei 1965 [= Das Fischer Lexikon 35/1, 35/2]
- Beiträge zur Sprachlehre. Stuttgart: Klett 1967 [= Der Altsprachliche Unterricht, Beiheft 3 zu X ] 90 S.

Festschrift
- Jörg Petersen (Hrsg.): Unterricht. Sprache zwischen den Generationen ; Beiträge zu Schule und Unterricht in einer sich ändernden Kultur ; [Gerhard Priesemann zum 60. Geburtstag gewidmet], Kieler Verl. Wissenschaft u. Bildung, Kiel 1985 (Kieler Beiträge zu Unterricht und Erziehung, Band 1), ISBN 3-925053-05-0.